# يوم التغذية
يوم التغذية العالمي هو مشروع عالمي واسع النّطاق يسعى إلى الحد من سوء التغذية المرتبط بالأمراض. والهدف من هذا المشروع هو زيادة الوعي والمعرفة بشأن سوء التغذية المرتبط بالمرض الذي يصيب نزلاء المستشفيات من المرضى والمسنين.

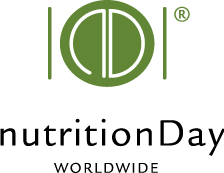
مبادرة لرفع مستوى الوعي بسوء التغذية المرتبط بالمرض

## الخلفية التاريخية
إن سوء التغذية المرتبط بالأمراض يعد قضية صحة عامة كثيرًا ما يستهان بها. وتشير التقديرات إلى أن أكثر من 50 مليون أوروبيٍ معرضون للخطر. وقدرت دراسةٌ حديثة أن سوء التغذية يكلف المملكة المتحدة 106 مليارات يورو في العام وهو ضعف ما تكلفه لها السمنة، والذي يُقدر بنحو 5,1 مليارات يورو. وتتعرض مجموعتان من السكان على وجه الخصوص لمخاطر عالية، ألا وهما: المرضى نزلاء المستشفيات والمقيمون في دور الرعاية التمريضية.
وتشير التقديرات إلى أن سوء التغذية المرتبط بالأمراض هو المتسبب في الإقامة في المستشفي لفتراتٍ طويلة فضلاً عن التعرض للمرض والموت المبكر للمرضى نزلاء المستشفيات. وأظهرت الأبحاث أن ما يقرب من 40% من المرضى نزلاء المستشفيات يعانون من سوء التغذية.

## السمنة وسوء التغذية المرتبط بالمرض
تركز الرعاية الصحية عمومًا بشكلٍ أساسيٍ على ظهور معدلات السمنة الآخذة في الزيادة.
وكان الاعتقاد السائد أن المرضى الذين يعانون من انخفاض وزن الجسم أو انخفاض مؤشر كتلة الجسم (معدل كتلة الجسم "BMI"، BMI<18,5) هم فقط الذين يعانون من سوء التغذية. أما اليوم، فقد أصبح من المعروف أن المرضى الذين يفقدون الوزن بغير قصدٍ منهم، والذين لا يستطيعون تناول الطعام بما فيه الكفاية أو الذين ليس لديهم شهيةً كافيةً هم أيضًا عرضةٌ لمخاطر سوء التغذية المرتبط بالمرض. وبالتالي، يمكن للمرضى من ذوي وزن الجسم الطبيعي أو المصابون بالسمنة أن يتأثروا أيضًا.
وكثيرًا ما يقترن المرض بعدم تناول كميات أطعمة بشكلٍ كاف. ومن المعروف عمومًا أن الأكل عن طريق الفم يتضاءل لدى الأفراد نزلاء المستشفيات، وهذا التضاؤل في حالتهم التغذوية غالبًا لا يتم الكشف عنه أو لا يتم إرجاعه إلى المرض نفسه.

## سوء التغذية المرتبط بالمرض في المستشفيات
دوليًا، أثيرت مسألة سوء التغذية المرتبط بالمرض في مختلف المحافل، وظهر ذلك بوضوح أكبر في القرار الذي أقره مجلس أوروبا. ذلك أن القرار ResAP(2003)3 حول الغذاء والرعاية الغذائية في المستشفيات الذي أصدرته لجنة وزراء مجلس أوروبا يركز ضمن أمور أخرى على العدد غير المقبول من المعَرّضين لنقص التغذية في المستشفيات والآثار المفيدة للخدمات الغذائية الكافية والرعاية التغذوية في المستشفيات على شفاء المرضى ونوعية حياتهم. ويحدد القرار قائمة طويلة من الإجراءات الواجب اتخاذها لمعالجة هذا الوضع.
وللأسف، لم ينفذ حتى الآن إلا قليل من تلك الإجراءات المتضمنة في هذا القرار، لا على مستوى مجلس أوروبا ولا على مستوى كل بلد على حدة. ويستلزم التعامل مع هذه المشكلة أن يكون جميع الأطراف (الطواقم الطبية والمرضي والأقارب وإدارة المستشفيات والساسة وأصحاب المصلحة) على بينةٍ من أهمية التغذية من أجل التعافي
وقد ظهر بوضوح أن ذلك يشكل تحديًا كبيرًا لأن التفاعل بين التغذية والتعافي لا يكون دائمًا واضحًا كما هو الحال مع آثار الدواء على التعافي.

## يوم التغذية العالمي - المشروع
يتناول مشروع «يوم التغذية العالمي» تحسين سلامة المرضى وجودة الرعاية من خلال رفع الوعي وزيادة المعرفة حول سوء التغذية المرتبط بالمرض.
وفي يناير 2006م، تم تنفيذ المشروع للمرة الأولى تحت إشراف الأستاذ الجامعي الدكتور مايكل هايسماير (جامعة فيينا الطبية) بدعم من الجمعية النمساوية للتغذية السريرية (Austrian Society of Clinical Nutrition, AKE) والجمعية الأوروبية للتغذية السريرية و التمثيل الغذائي (European Society for Clinical Nutrition and Metabolism, ESPEN). وأُجري تدقيقٍ لاحقٍ في يناير 2007م، عندما تم تمديد المشروع ليشمل وحدات العناية المركزة ودور الرعاية التمريضية.
يركز التدقيق على الوحدات العلاجية والمرضى. حيث تُجمع المعلومات عن الرعاية التغذوية الفعلية ومراقبة التغذية في الأجنحة العلاجية المشاركة باستخدام أربع استبانات. يحدث هذا في يومٍ واحد في جميع أنحاء أوروبا.
ولجناح المستشفى كوحدةٍ تنظيمية أهميةٌ خاصة. فالجناح، بكل خصائصه المحددة وثقافته المحلية، هو مركز الرعاية المباشرة لمجموعةٍ من المرضى داخل المستشفى.
والمقابلة المباشرة مع المرضى هي سمة محددة لـ «مشروع يوم التغذية العالمي». ويتم إجراء مسحٍ للمرضى بخصوص عاداتهم الغذائية في هذا اليوم («ما مقدار ما أكلت من وجبتك؟») وحول أسباب عدم الأكل.

## نهجٌ متعدد اللغات ومتخط للحدود الوطنية

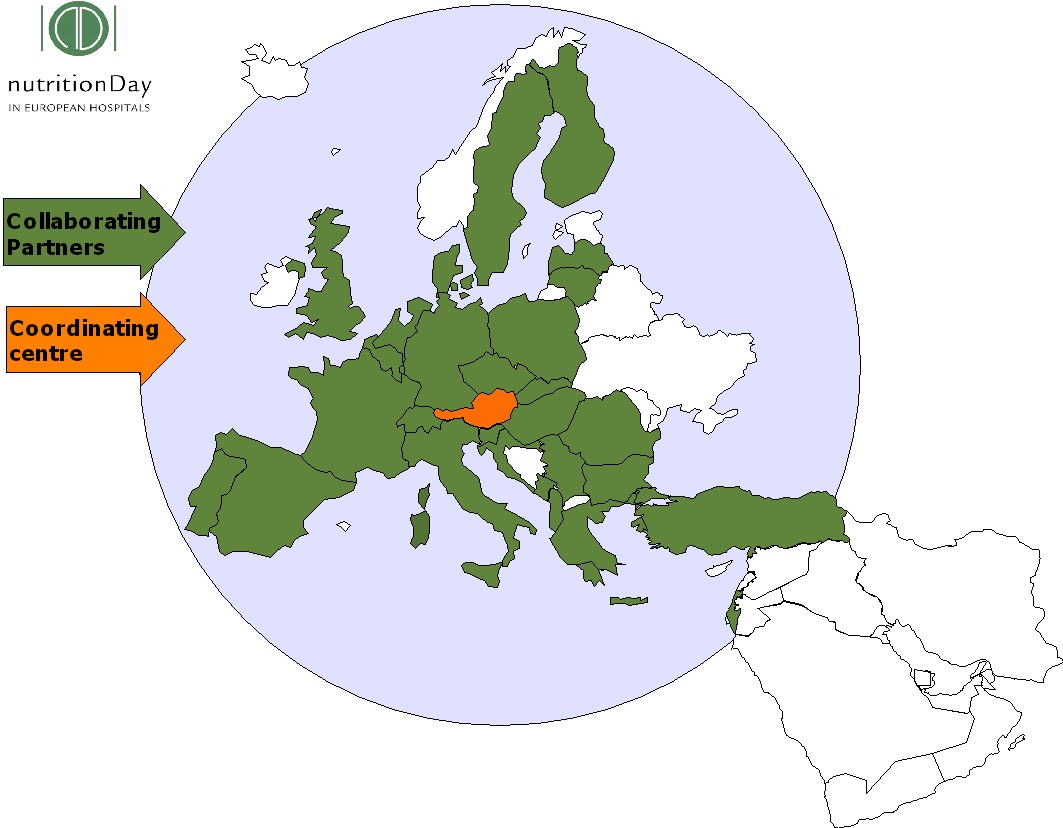
شاركت مستشفياتٌ ودور رعاية من 25 دولةً أوروبية في يوم التغذية لعام 2007م

كما أن الاستبانات متوفرةٌ بجميع اللغات الأوروبية تقريبًا. وهذا يتيح للمشروع أن يشمل مجموعات الأقليات من المرضى (مثل المهاجرين والناطقين بلغاتٍ أخرى).
وتتلقى كل وحدةٍ تعليقات حول موقفها بالمقارنة مع جميع الوحدات المشاركة الأخرى من نفس نوع التخصص. وتتيح المشاركة المتكررة في التدقيقات إجراء المقارنة المرجعية بهدف تعزيز التعلم داخل الوحدات وتتبع التغييرات التي تحدث في الممارسات المحلية والاتجاهات الدولية.
وفي العامين الأولين، شاركت حوالي 1000 وحدة تضم أكثر من 30000 مريضٍ في 25 دولةً أوروبية.
وانضم حوالي 90 جناح لدور رعاية ناطقة باللغة الألمانية للمشروع الريادي (التجريبي) (pilot project) «يوم التغذية في دور الرعاية» في عام 2007م. ومن المقرر تنفيذ هذا المشروع الفرعي في بلدانٍ أوروبية أخرى.

## أهداف يوم التغذية
- رفع الوعي حول التفاعل المتبادل بين الأكل والتعافي. والفئات المستهدفة هي العاملون في مجال الرعاية الصحية وكذلك المرضى وأقاربهم والساسة وأصحاب المصلحة الاقتصادية.
- جمع معلوماتٍ حول عدم كفاية الاستهلاك الغذائي في المستشفيات الأوروبية من حيث معاملات المخاطر ونوع التخصص الطبي والوحدات التنظيمية والبلدان
- تخفيف معاناة البشر وتقليل التكاليف المجتمعية.
- إجراء الأبحاث حول «الأكل على الرغم من المرض» والتطبيق الأمثل للتغذية السريرية

## فوائد التسهيلات الصحية
- تتلقى الوحدات المشاركة تقرير وحدة مع معيار دولي يسمح بإجراء مقارنة بين الوحدات المماثلة في جميع أنحاء العالم. على أساس البيانات الواردة، يمكن استخلاص الإجراءات والعواقب بشكل فردي.
- تتيح المشاركة المتكررة عملية تحسين الجودة المستمرة من خلال متابعة الإجراءات المستهدفة.
- تساهم المشاركة في مشروع يوم التغذية في توفير إمدادات غذائية جيدة في المستشفى أو دار لرعاية المسنين لديك وتزيد من الاهتمام بموضوع التغذية وسوء التغذية.
- توثق المشاركة المتكررة تطور الحالة التغذوية على مر السنين وتوفر مقارنة دولية مجهولة ضمن تخصصك

## نتائج يوم التغذية
```
تم إجراء دراسة التغذية اليوم لتحديد آثار العوامل الغذائية على نتائج المرضى في المستشفيات ودور رعاية المسنين. تم نشر 3 ورقات في عام 2009 و2010 في هذا الشأن.
```

```
 في عام 2009 قام هيس ماير تحليل لبيانات مراجعة يوم التغذية لعام 2006 كشفت أن أقل من نصف جميع المرضى في المستشفيات الأوروبية المدرجة في المراجعة يأكلون أقل مما تقدم كوجبة منتظمة. علاوة على ذلك، تم العثور على رابطة لخفض تناول الطعام مع زيادة خطر الوفاة في المرضى بعد 30 يوما. وبالتالي يمكن اعتبار انخفاض تناول الطعام كعامل خطر الوفيات في المستشفى.
[
1
]
```

في عام 2009، قام فالنتينا بتحليل بيانات يوم التغذية في دور رعاية المسنين في عام 2007 ووصفت آثار مرض التصلب العصبي المتعدد للمشاركين لأول مرة. أشارت نتائج النتائج إلى أن مشاركة يوم التغذية تؤدي إلى تغييرات سلوكية مثل الوعي بسوء التغذية.
شندلر وآخرون. أجرت دراسة بناءً على بيانات مراجعة يوم التغذية لعامي 2007 و 2008. تشير النتائج الأساسية لهذه الدراسة حول «كيفية تقييم المخاطر الغذائية وإدارتها في المستشفيات الأوروبية» إلى أنه لا يزال هناك طريقة غير متسقة لتقييم المخاطر الغذائية لدى المرضى في مختلف الحالات. الوحدات والبلدان موجودة، وكثيرا ما لا تتحقق أهداف الطاقة للمرضى.

## قائمة المراجع
1. Stratton, IM, et al., The cost of diseaserelated malnutrition in the UK and economic considerations for the use of oral nutritional supplements (ONS) in adults., de. M. Elia. BAPEN. 2005.
2. Hill GL, Blackett RL, Pickford I, et al., Malnutrition in surgical patients. An unrecognised problem. LANCET. 1977; 1(8013):689-92.
3. Bistrian BR, Blackburn GL, Vitale J, Cochran D, Naylor J., Prevalence of malnutrition in general medical patients. Jama. 1976; 235(15):1567-70.
4. Valentini L, Schindler K, Schlaffer R, et al., The first nutritionDay in nursing homes: Participation may improve malnutrition awareness. Clin. Nutr. 2009; 28(2):109-116.
5. Hiesmayr M, Schindler K, Pernicka E, et al., Decreased food intake is a risk factor for mortality in hospitalised patients: The NutritionDay survey 2006. Clin. Nutr. 2009; 28(5):484-491.
6. Schindler K, Pernicka E, Laviano A, et al., How nutritional risk is assessed and managed in European hospitals: A survey of 21,007 patients findings from the 2007-2008 cross-sectional nutritionDay survey. Clin. Nutr. 2010; 29(5):552-559.

## وصلات خارجية
- http://www.nutritionday.org
- http://www.ake-nutrition.at
- http://www.espen.org
- http://www.meduniwien.ac.at